# Dodelido
Dodelido ist ein Kartenspiel von Jacques Zeimet, das 2016 bei Drei Magier Spiele erschienen ist. 2017 wurde das Spiel in die Empfehlungsliste der Jury zum Spiel des Jahres aufgenommen. In der Spielweise ähnelt es stark dem bereits 2009 erschienenen Spiel Tarantel Tango sowie dem 2015 erschienenen Die fiesen 7, beide von demselben Autor.

## Spielweise
Bei dem Spiel Dodelido geht es darum, möglichst schnell seine eigenen Karten loszuwerden und jeweils auf eine eigene ausgelegte Karte zu reagieren und dabei keine Fehler zu machen. Das Spielmaterial besteht aus 105 Karten, in denen jeweils 20 mal die Tierkarten Flamingo, Pinguin, Schildkröte, Kamel und Zebra sowie 5 mal das Krokodil enthalten sind.

### Spielablauf
Zum Beginn des Spiels werden alle Karten gemischt und gleichmäßig an die Mitspieler verteilt, überzählige Karten werden aus dem Spiel genommen. Die Spieler nehmen ihre Karten jeweils als verdeckten Stapel in die Hand, danach wird beginnend mit dem Startspieler (nach Spielanleitung dem jüngsten Spieler) reihum gespielt.
Der Startspieler legt die oberste Karte seines Zugstapels schnell offen auf einen der drei Ablagestapel aus und macht direkt eine Aussage zur Karte. Die Ablagestapel werden dabei reihum im Uhrzeigersinn bedient und die Aussage muss immer das Merkmal betreffen, das am häufigsten in den drei Auslagen vorkommt.
Als Ansagen bei Übereinstimmungen sind folgende möglich:
1. Farbe: Wenn mindestens zwei Tiere in der Farbe übereinstimmen, wird die Farbe angesagt.
2. Tierart: Wenn mindestens zwei Karten die gleiche Tierart anzeigen, wird die Tierart genannt.

Gibt es sowohl bei der Tierart wie bei der Farbe Übereinstimmungen, zählt das Merkmal, das häufiger auf den drei Karten vorhanden ist. Sind beide Merkmale gleich oft vorhanden, sagt der Spieler Dodelido!.
Gibt es keine Übereinstimmungen in Farbe oder Tierart, sagt der Spieler Nix!, dies gilt grundsätzlich auch für die erste ausgespielte Karte. Ist die Schildkröte Teil der Übereinstimmung oder der Auslage ohne Übereinstimmungen, wird der Ansage ein ÖH vorgesetzt, um die Langsamkeit der Tiere anzuzeigen. Taucht ein Krokodil in der Auslage auf, müssen alle Spieler auf die Karte zu schlagen (um das böse Tier zu vertreiben); der Spieler, der zuletzt reagiert hat und dessen Hand entsprechend ganz oben liegt, verliert die Runde.
Immer, wenn ein Spieler einen Fehler macht oder für seine Ansage mehr als drei Sekunden braucht, bekommt er alle ausliegenden Karten und muss sie in seinen Handstapel aufnehmen. Dies gilt auch für den Spieler, der am langsamsten auf das Krokodil reagiert hat. Danach beginnt der Spieler, der die Karten nehmen musste, die neue Auslage.
Gewinner des Spiels ist der Spieler, der zuerst alle Handkarten ausgespielt hat. Er beendet das Spiel mit seiner letzten Karte.

## Dodelido Extreme
Im Jahr 2020 erschien das Spiel Dodelido Extreme als eigenständiges Spiel auf der Basis von Dodelido mit ein paar zusätzlichen Regeln. Das Spielmaterial besteht aus 90 runden Karten, in denen jeweils 15 mal die Tierkarten Flamingo, Giraffe, Affe, Löwe und Schlange sowie 10 mal das Faultier und 5 mal der Wecker enthalten sind.
Das Spiel wird grundsätzlich gespielt wie Dodelido, allerdings werden die Karten auf vier Ablagestapel gespielt. Der aktive Spieler legt jeweils eine Karte ab und ruft auch hier wie beim Original den Namen der Tierart mit den meisten Karten, die Farbe der meisten Karten, „Nix“ (kein übereinstimmendes Merkmal). Gibt es mehrere Merkmale, die gleich häufig vorkommen, ruft der Spieler „Dodo“, „Dodelido“ oder „Didelidi“ abhängig von der Anzahl der Karten mit diesen Merkmalen. Sind es zwei Karten, ruft der Spieler „Dodo“, bei drei Karten „Dodelido“ und bei vier Karten „Didelidi“. Zudem muss der Spieler für jedes ausliegende Faultier „ÖH“ sagen. Bei einem aufgedeckten Wecker schlagen alle Spieler auf die Karte.

## Ausgaben und Rezeption
Das Kartenspiel Dodelido wurde von dem luxemburgischen Spieleautor Jacques Zeimet entwickelt und 2016 bei Drei Magier Spiele, der Kinderspiel-Marke des Verlags Schmidt Spiele, zu den Internationalen Spieltagen (Spiel '16) in Essen veröffentlicht. Die Karten- und Spielgestaltung stammt von dem Spieleillustrator Rolf Vogt. Das Spiel wurde zuerst in einer multilingualen Version auf Deutsch, Englisch, Französisch und Italienisch veröffentlicht, 2017 erschien eine Version in französischer Sprache beim Verlag Gigamic.
Dodelido wurde in die Empfehlungsliste der Jury zum Spiel des Jahres 2017 aufgenommen und macht entsprechend der Empfehlung „tierisch Laune – im wahrsten Sinne des Wortes!“. Laut einer Besprechung in der Neuen Zürcher Zeitung „ist dem luxemburgischen Spielautor Jacques Zeimet wohl das lustigste und blödeste Konzentrations- und Reaktionsspiel der Saison gelungen.“
Dodelido Extreme erschien 2020 ebenfalls bei Schmidt Spiele in einer multilingualen Version. 2022 wurde diese Version mit dem beim MinD-Spielepreis in der Kategorie „kurze Spiele“ aufgenommen.

## Belege
1. 1 2 3 4 5 6 7  Offizielle Spielregeln (Memento des Originals vom 21. November 2016 im Internet Archive)  Info: Der Archivlink wurde automatisch eingesetzt und noch nicht geprüft. Bitte prüfe Original- und Archivlink gemäß Anleitung und entferne dann diesen Hinweis. für Dodelido
2. 1 2  Offizielle Spielregeln für Dodelido Extreme
3. ↑  Versionen von Dodelido in der Datenbank BoardGameGeek; abgerufen am 4. Juni 2017.
4. ↑  Dodelido auf den Seiten des Spiel des Jahres e.V.; abgerufen am 4. Juni 2017.
5. ↑  Tom Felber: Dodelido oder nix. Neue Zürcher Zeitung 23. Dezember 2016; abgerufen am 4. Juni 2017.
6. ↑  Versionen von Dodelido Extreme in der Datenbank BoardGameGeek; abgerufen am 22. März 2022.
7. ↑  Die Nominierungsliste für den MinD-Spielepreis (Kategorie: kurze Spieldauer), 2022; abgerufen am 22. März 2022.